# Милан — Сан-Ремо
Милан — Сан-Ремо (итал. Milan–San Remo, также называемая итал. La Classicissima) — шоссейная классическая однодневная велогонка, ежегодно проводящаяся между Миланом и Сан-Ремо на северо-западе Италии. С дистанцией 298 км это самая длинная профессиональная однодневная гонка в современном велоспорте. Это первая крупная классическая гонка сезона, которая обычно проводится в третью субботу марта. Впервые состоялась в 1907 году. Является один из пяти монументов велоспорта.
Гонка считается спринтерской классикой из-за своего в основном равнинного маршрута, в то время как другой итальянский монумент — Джиро ди Ломбардия, проводимая осенью, считается горной классикой.

## История

### Появление гонки

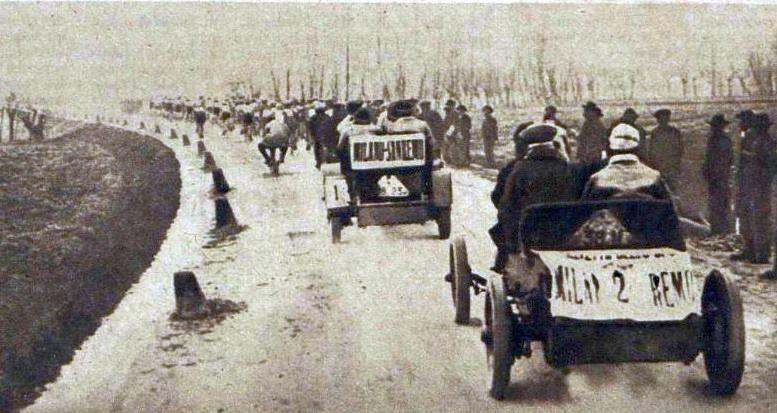
Пелотон на гонке 1912 года

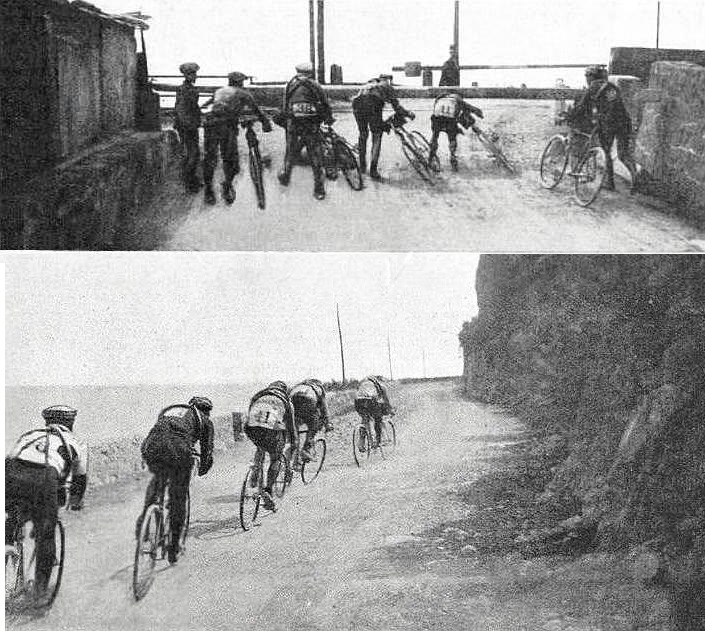
Фрагменты гонки 1914 года. Вверху: гонщики пересекают закрытый железнодорожный переезд. Внизу: ведущая группа достигает Лигурийского моря в Вольтри.

Идея велогонки между Миланом и Сан-Ремо возникла в Unione Sportiva Sanremese. Первая любительская гонка прошла 2 и 3 апреля 1906 года состояла из двух этапов (Милан - Акви-Терме и Акви-Терме - Сан-Ремо), хотя и с небольшим успехом. Миланский журналист Тулло Морганьи, организовавший Джиро ди Ломбардия в 1905 году, выдвинул идею организации профессиональной велогонки в течение одного дня. Он предложил этот проект Эугенио Костаманьи, директору популярной спортивной газеты Gazzetta dello Sport, который взял на себя организацию.
14 апреля 1907 года состоялась первая официальная гонка Милан — Сан-Ремо. Старт был у гостиницы Conca Fallata в Милане в 5 часов утра. Из 60 зарегистрировавшихся гонщиков, включая лидеров велоспорта тех лет, на старт 288-километровой гонки в 5 утра вышло только 33. Первая гонка была особенно тяжёлой, поскольку на неё повлияла исключительно холодная погода. В Туркино атаковал Джованни Джерби, к которому смогли переложиться Гюстав Гарригу и партнёр Джерби по команде «Bianchi» Люсьен Пети-Бретон. Незадолго до финиша Пети-Бретон атаковал, а Джерби помешал Гарригу сесть ему на колесо. Пети-Бретон выиграл, его товарищ по команде приехал вторым, но уступил своё место подавшему протест Гарригу. Победитель преодолел дистанцию за 11 с лишим часов  со средней скоростью 26,206 км/ч и получил от организаторов 300 лир золотом. Всего до финиша добралось только 14 гонщиков.
Гонка имела коммерческий успех и привлекла некоторых из лучших гонщиков европейского велоспорта, что побудило Gazzetta dello Sport организовать второе издание в 1908 году, выигранное бельгийцем Сирил ван Ховартом. Первым итальянским победителем Милана - Сан-Ремо был Луиджи Ганна, который в 1909 году выиграл у француза Эмиля Жорже.
В 1910 году из-за экстремальных погодных условий Primavera приобрела вечную славу и место в велосипедной легенде. Всадникам нужно было укрываться в домах вдоль дорог, потому что сильная метель обрушилась на пелотон. Только четыре из 63 гонщиков закончили гонку. Победил француз Эжен Кристоф, хотя он думал, что пошёл по неправильному пути и не понимал, что он первым достиг Сан-Ремо. Кристоф закончил гонку за 12 часов и 24 минуты, сделав её самой медленной в истории. Джованни Кокки финишировал вторым через 1 ч 17 минут после победителя.

### La Classicissima

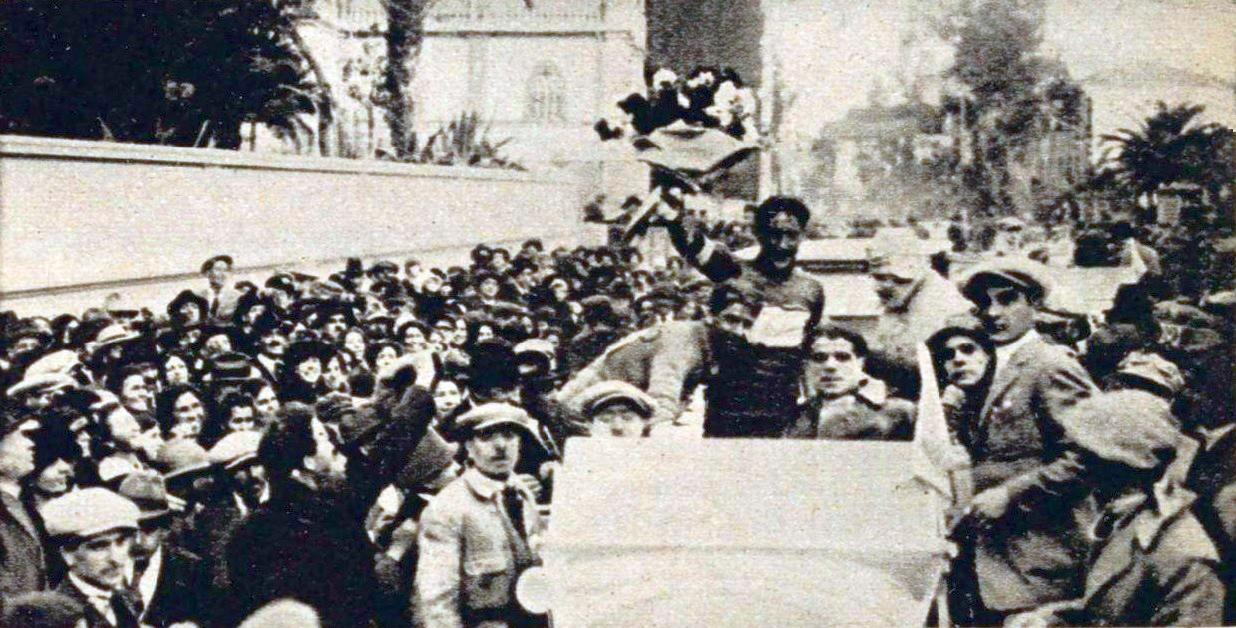
Костанте Джирарденго был удостоен чести за победу в 1923 году

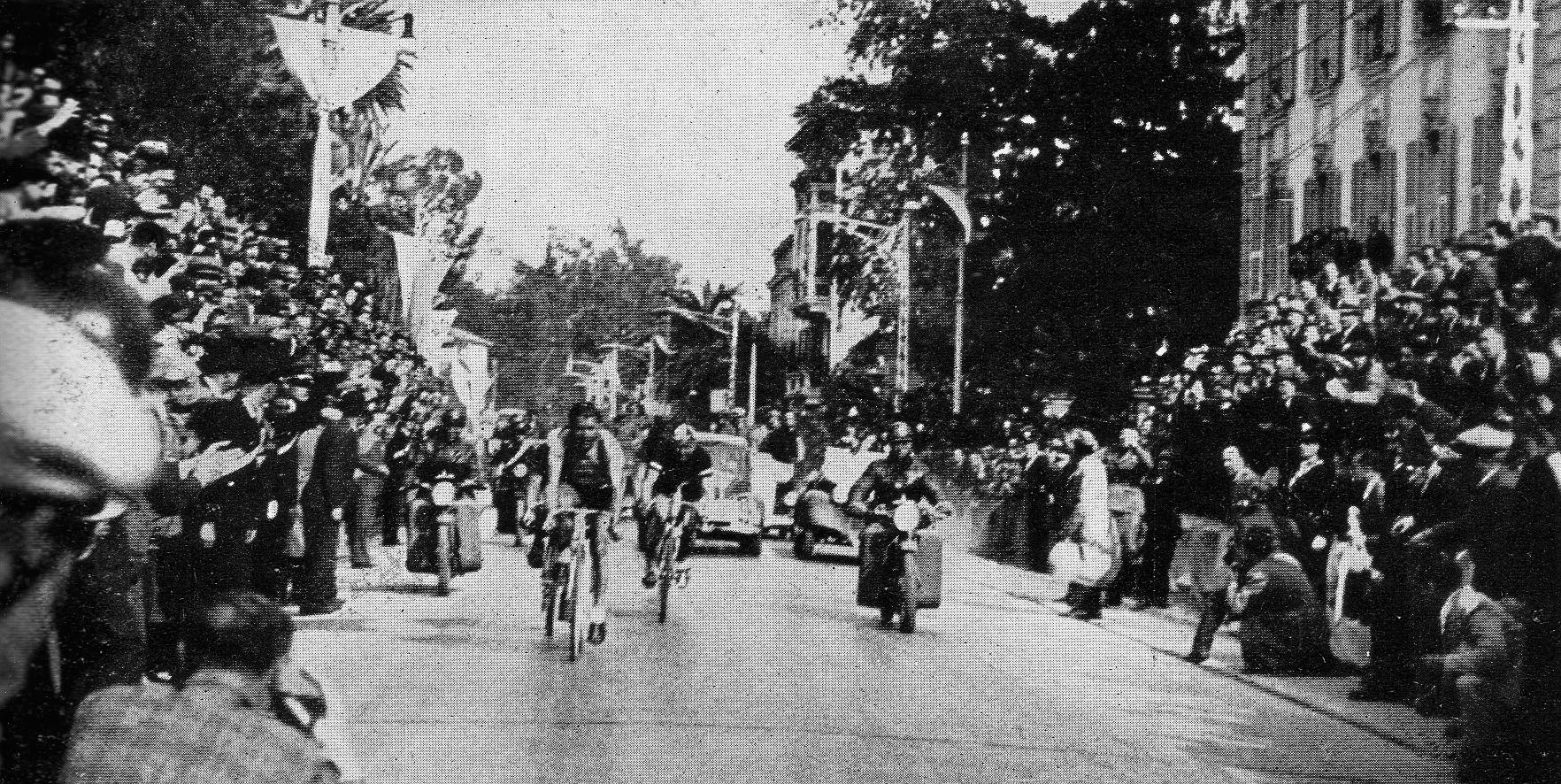
Финиш гонки 1938 года

В 1914—1950 годах итальянские гонщики не позволяли иностранцам выигрывать гонку, которая не состоялась лишь трижды: в 1916, 1944 и 1945 годах. Тогда же началась эра Костанте Джирарденго, который неизменно связал свое имя с классикой. В 1915 году он впервые выиграл гонку, но был дисквалифицирован за "срез" дистанции. Однако с 1917 по 1928 год Джирарденго рекордные 11 раз поднимался на подиум, шесть раз становясь победителями. Последующие годы были отмечены соперничеством между Леарко Гуэрра и Альфредо Биндой, соперничество которых привело к тому, что они потеряли несколько определенных побед. Подобное соперничество было в 1940-х годах с мифическими годами Фаусто Коппи и Джино Бартали, дуэли которых были предметом интенсивного освещения и привели к эпическим гонкам. Победа Фаусто Коппи в 1946, после двухлетнего перерыва, была названа современниками торжеством мира перед войной.
Милан — Сан-Ремо был на пике своей популярности, и итальянская пресса стала называть непереводимым термином La Classicissima (рус. Классичисима), величайшей из всех классик. С 1935 по 1953 год гонка проводилась ежегодно 19 марта, в праздник покровителя святого Иосифа, поэтому пресса в преимущественно католической Италии дала ей другое прозвище - la Gara di San Giuseppe (с итал. — «Ла Гара ди Сан Джузеппе» или «Гонка святого Иосифа»). В 1949 году гонка впервые закончилась на знаменитой Виа Рома, оживленной торговой улице в центре Сан-Ремо.
Начиная с 1950-х годов гонку выигрывали в основном бельгийские и испанские спринтеры, а после 1953 года итальянские гонщики не могли одержать победу в течение 17 лет. В 1954 году состоялась первая телевизионная трансляция. Вскоре гонка стала терять в зрелищности, так как победа теперь разыгрывалась в финишных спринтах. В 1960 году директор гонки Винченцо Торриани добавил подъём Поджио, начинающийся за 9 километров до финиша в Сан-Ремо. Намерение состояло в том, чтобы сделать финал гонки более трудным, но решение не имело ожидаемого эффекта, и серия неитальянских побед продолжалась. А ещё через 22 года на маршруте появилась Чипрезза, расположившись за 20 километров до финиша.
В 1966 году началась легендарная эра Эдди Меркса, который добился непревзойденного рекорда из семи побед. Семь побед - это также рекордное количество побед гонщика в одной классике на сегодняшний день. После серии Каннибала ни один гонщик не смог снова доминировать в Милане - Сан-Ремо до 1997 года, когда немец Эрик Цабель сделал серию из четырех побед и двух вторых мест.
В 1983 году победу одержал Джузеппе Саронни, которому в тот же год покорились две другие престижнейшие итальянские велогонки — Джиро д'Италия и Джиро ди Ломбардия.

### Спринтерская классика

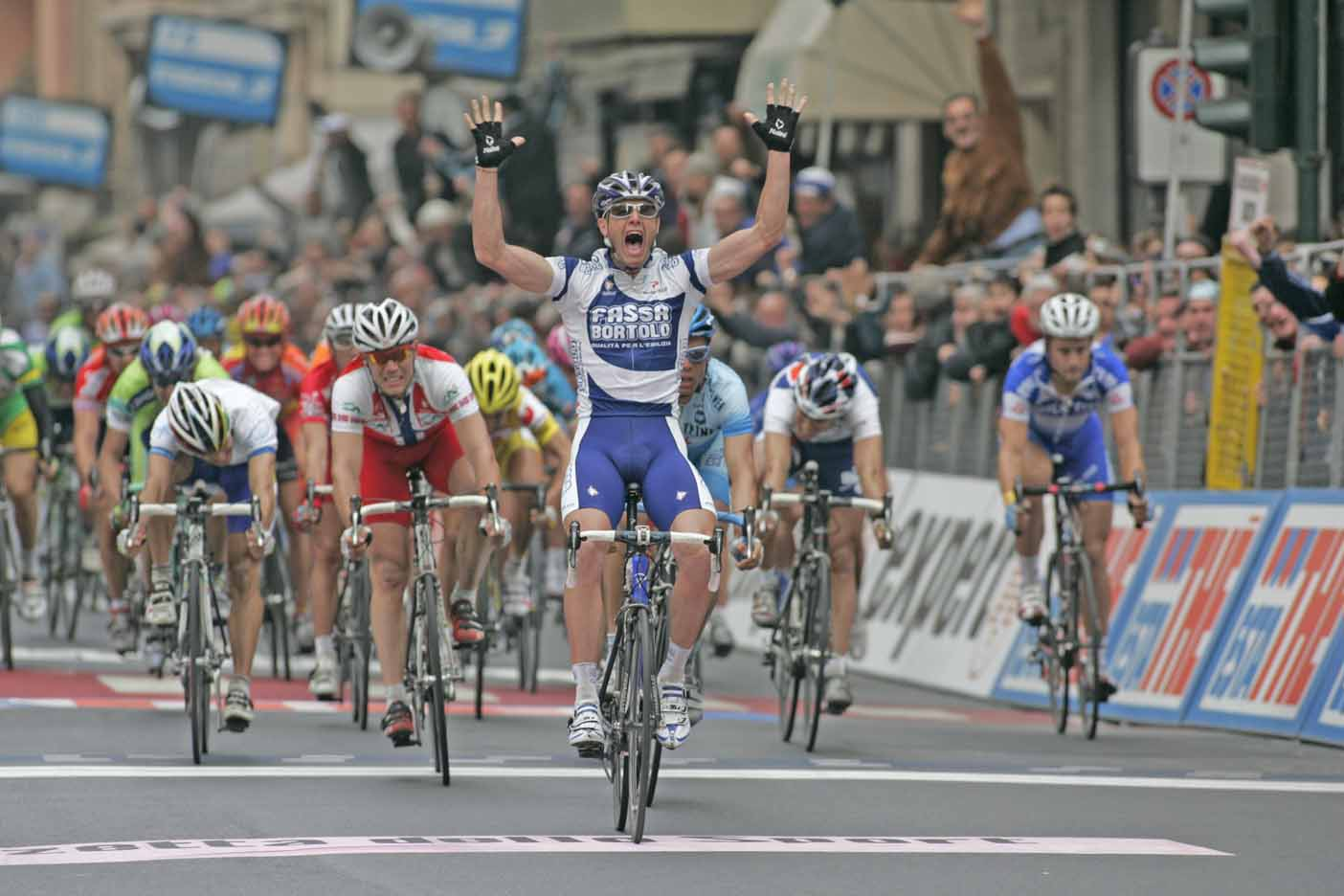
Итальянский спринтер Алессандро Петакки, выиграет Милан — Сан-Ремо 2005 года в групповом спринте на Виа Рома

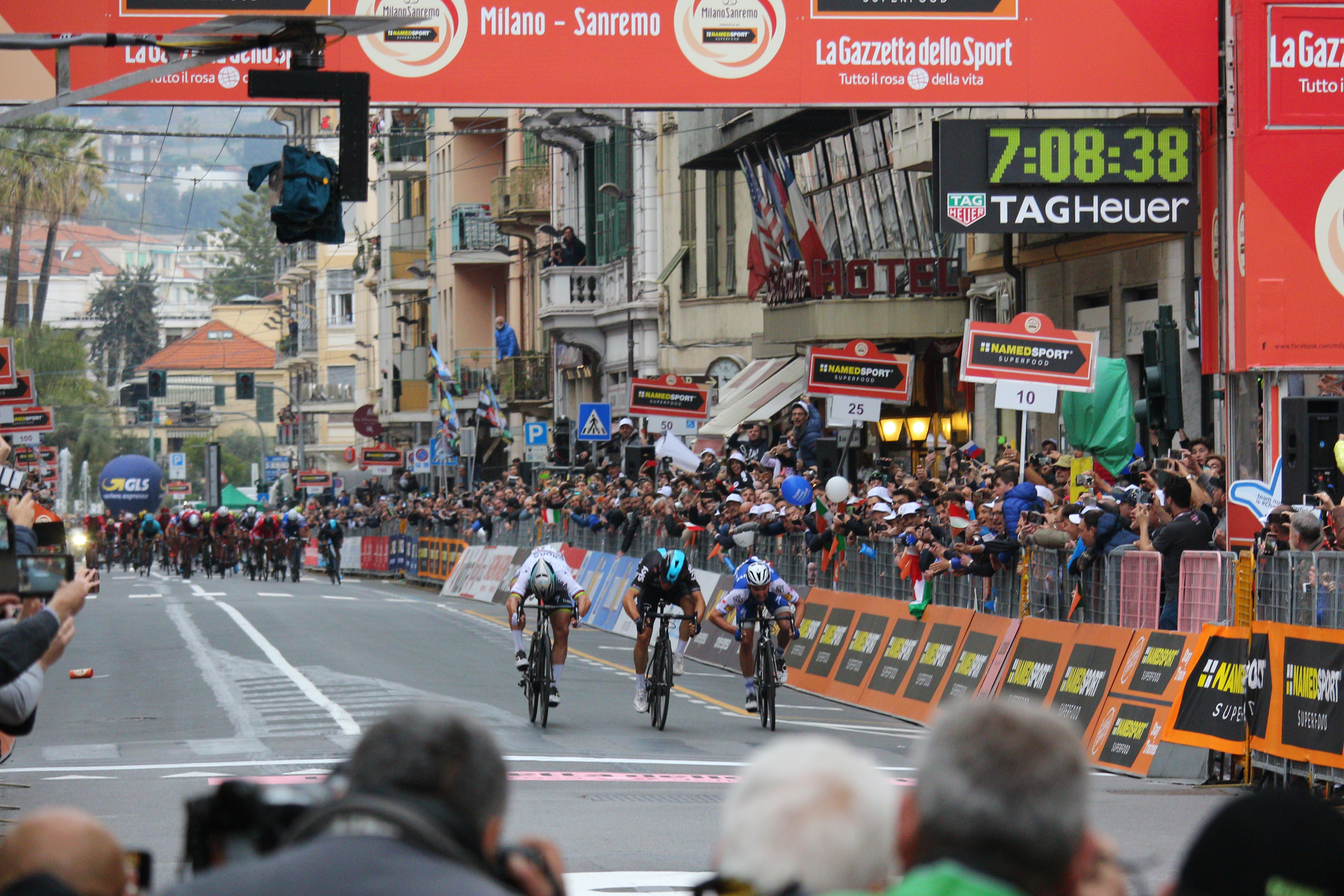
Михал Квятковски побеждает в 2017 году в спринте из трёх человек с Петером Саганом и Жулианом Алафилиппом

В 1990 году итальянец Джанни Буньо установил рекорд в 6 ч 25 м 06 секунд чтобы одержать победу опередив на 4 секунды Рольфа Гёльца, показав в среднем 45,8 км/ч. Еще один запоминающийся побег был в 1992 году, когда Шон Келли догнал Морено Арджентина на спуске с Поджио и обыграл итальянца в очном спринте. Это была предпоследняя победа Келли в карьере. В перерывах между победами Эрика Цабеля Андрей Чмиль выиграл гонку 1999 года, после того как он предпринял решающую атаку за километр до финиша и едва опередил спринтерский пелотон, Цабель занял второе место.
В 2004 году Цабель мог выиграть в пятый раз, но проиграл Оскару Фрейре только потому, что поднял руки чтобы отпраздновать победу и перестал крутить педали слишком рано, а Оскар Фрейре "выбросил" велосипед и опередил немца на несколько сантиметров. Фрейре одержал три победы Primavera в последующие годы. В 2008 году финиш был перенесён в другое место впервые за 59 лет из-за дорожных работ на Виа Рома. Швейцарец Фабиан Канчеллара стал первым победителем на Lungomare Italo Calvino после финишной одиночной атаки на улицах Сан-Ремо.
В 2009 году состоялось 100-е издание Милана - Сан-Ремо, победителем которого с первой попытки стал британский спринтер Марком Кавендишем. Он опередил немца Хайнриха Хаусслера в миллиметровом спринте.
Гонка 2013 года была подвержена ужасным погодным условиям от начала до конца. Сильный снегопад и отрицательные температуры вынудили организаторов сократить гонку на 52 километра, исключив два ключевых подъема - Пассо дель Туркино и Ле Мани - и организовав трансфер на автобусе к началу второй части дистанции. Гонку выиграл немец Геральд Циолек, который обогнал Петера Сагана и Фабиана Канчеллару.
В 2015 году директор гонки Мауро Вегни решил переместить финиш обратно на Виа Рома после семи лет на морском побережье, заявив, что изменения будут после 2015 год и далее. Победу одержал немец Джон Дегенкольб, опередив предыдущего победителя Александра Кристоффа. Гонка 2016 года была выиграна французским спринтером Арно Демаром в групповом спринте, но после гонки Демар был обвинён в том, что использовался командной техничкой для буксировки, чтобы присоединиться к пелотону на восхождении на Чипрессу. Демар отверг эти обвинения, заявив, что члены комиссии по гонкам были прямо за ним и дисквалифицировали бы его, если бы он сделал что-то незаконное.
В 2017 году Михал Квятковски стал первым польским победителем Милана - Сан-Ремо опередив в тройном финише чемпионами мира Петером Саганом и Жулиана Алафилиппа после того, как трио прорвалось в отрыв на финальном подъёме гонки - Поджио ди Сан-Ремо.

## Маршрут

### Современный маршрут
С момента своего создания Милан — Сан-Ремо была задумана как прямая линия от Милана, промышленного центра Северной Италии, до Сан-Ремо, модного морского курорта на Итальянской Ривьере с его торговой маркой виллы Belle Epoque. Гонка начинается на Пьяцца-дель-Дуомо в центре Милана и сразу же направляется на юго-запад, через равнины Ломбардии и Пьемонта, вдоль городов Павия, Вогера, Тортона, Нови-Лигуре и Овада. Когда гонка въезжает в Лигурию, пелотон направляется к Пассо дель Туркино (2,4 км, со средним градиентом 5,4%), первому подъёму за день, после 140 км.
После спуска с Туркино гонка достигает Лигурийского моря в Вольтри на середине дистанции. Отсюда маршрут следует по шоссе Аурелия на запад, с его захватывающими и типичными пейзажами вдоль Лигурийского побережья. Гонка проходит по городам Аренцано, Варацце, Савона, Финале-Лигуре, Пьетра-Лигуре, Лоано, Боргетто-Санто-Спирито, Чериале и Альбенга, за которыми следуют морские курорты вдоль Ривьеры-деи-Фиори (Алассио, Андора, Диано-Марина и Империя). Между Алассио и Империей находятся три коротких холма вдоль побережья: Капо Меле (1,9 км, со средним градиентом 4,2%), Капо Черво (1,9 км, со средним градиентом 2,8%) и Капо Берта (1,8 км, со средним градиентом 6,7%). В Сан-Лоренцо-аль-Маре трасса поворачивает внутрь (от берега) к Чипрессе, где располагается следующий одноимённый подъём (5,6 км, со средним градиентом 4,1% и максимальным 9%), с его вершиной в 22 км от финиша. После городов Санто-Стефано-аль-Маре и Арма-ди-Таджа наступает последний и самый известный подъём - Поджио ди Сан-Ремо (3,7 км, со средним градиентом 3,7% и максимальным 8%), фактически пригород Сан-Ремо, построенный на холме вдоль моря.
С вершины Поджио, в 5,4 км от финиша, начинает быстрый и извилистый спуск к центру Сан-Ремо, где гонка традиционно заканчивается на знаменитой торговой улице Виа Рома.

### Характеристики маршрута

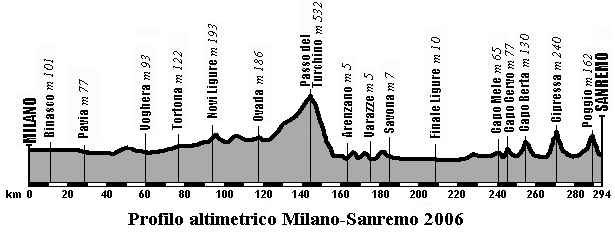
Профиль 2006 года

Милан-Сан-Ремо - самая длинная профессиональная однодневная гонка - необычное испытание на выносливость в начале сезона. Его часто выигрывает не самый быстрый спринтер, а сильнейший и лучше подготовленный гонщик с сильным спринтерским финишем. Чипресса и Поджио помешали многим спринтерам, которые не могли остаться в передней группе.
В первые годы единственной существенной трудностью был Пассо-дель-Туркино, который часто была ключевым местом гонки - но когда велоспорт стал более профессиональным, подъём был недостаточно требовательным и слишком далеко расположенным от финиша, чтобы быть решающим. В 1960 году появился подъём Поджио, протяжённостью 4 км и всего за несколько километров до финиша. В 1982 году была добавлена Чипресса, недалеко от Империи. Другие холмы - Капо Меле, Капо Черво и Капо Берта. С 2008 по 2014 год организаторы добавляли также подъём Ле Мани между Туркино и Капи. Туркино и Ле Мани - более длинные подъёмы, предназначенные для первого просева и в пелотоне, в то время как Капи, Чипресса и Поджио довольно короткие, позволяющие атаковать для ухода в отрыв от пелотона.
В последние годы редко была большая селекция на последних километрах гонки. Многие спринтеры способны не отставать от основного пелотона на подъёмах, и поэтому гонка чаще всего заканчивается групповым спринтом. Тем не менее, расположение Поджио близко к финишу часто означало, что положение гонщиков на вершине Поджио имеет решающее значение для победы в гонке.
Несмотря на его равнинный профиль и длинную финишную прямую, планы спринтерских команд время от времени были сорваны решительной атакой на последнем холме. Хорошие примеры включают Лорана Жалаберта и Маурицио Фондриеста, которые сбежали в 1995 году и продержались впереди до финиша. В 2003 году Паоло Беттини атаковал вместе с Лукой Паолини и Мирко Челестино, чтобы остаться впереди. В 2012 году Винченцо Нибали и Фабиан Канчеллара атаковали на Поджио, а затем австралиец Саймон Герранс, который опередил их на финише. В 2018 году Нибали атаковал на последних поворотах Поджо, сопротивляясь догоняющей группе и одержал победу с небольшим отрывом.

### Предлагаемые изменения

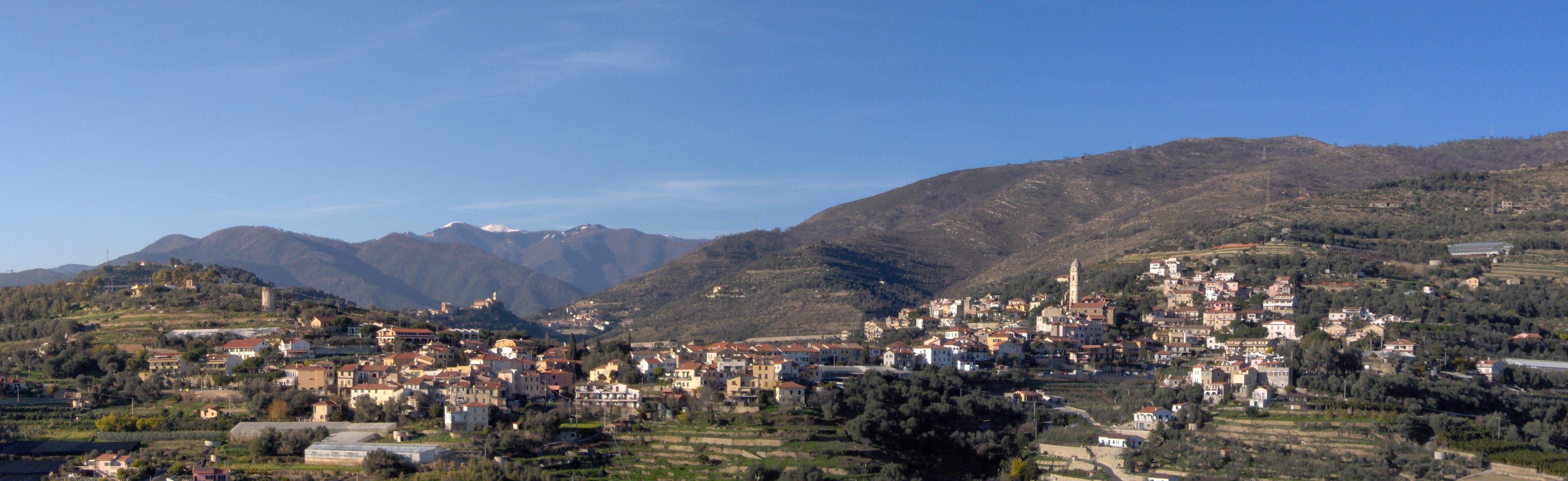
Вид на Помпеяну, предлагаемый новый участок для Милана-Сан-Ремо

Милан-Сан-Ремо претерпел мало существенных изменений маршрута с момента его первого издания, и организаторы сделали честью оставаться верными первоначальному замыслу.
Последним изменением стало включение Ле маниe в 2008 году. В сентябре 2013 года организатор RCS Sport объявил, что гонка будет включать в себя подъём Помпеяна между Чипресса и Поджио. Чтобы сохранить разумную дистанцию гонки, требовалось исключить Ле Мани. Помпеяна, названная в честь деревни по которой проходит дорога, имеет протяжённость 5 километров с максимальным градиентом 13%, и следовательно будет самым сложным подъёмом в финале гонки.
Предложенный маршрут был полностью изменен за несколько недель до старта гонки в марте 2014 года, когда Помпеяна была повреждена недавними оползнями, что делало её слишком опасной для прохождения во время велогонки. Следовательно, гонка была перенаправлена и сделана более традиционной и дружественной для спринтеров. Это привело к участию ряда спринтеров, которые ранее исключили себя из числа участников из-за добавления дополнительного подъёма, включая Марка Кавендиша, заявившего о своей заинтересованности в снова.
В 2015 году подъём Ле Мани был исключен из гонки, а Помпеяна не была включена в маршрут. С этим маршрутом, существовавшим до 2008 года, организаторы гонки заявили, что хотят уважать традиционный маршрут гонки.

## Турниры UCI

Логотип гонки до 2015 года

С 1948 года входит в различные календари сезонных турниров, являясь их стартовой гонкой.
В 2005 году стала часть ПроТура UCI, но в 2008 году она вышла из турнира вместе с Гранд Турами, выделившись в исторический календарь гонок и проводилась в рамках Мирового календаря UCI. С 2011 является частью Мирового тура UCI.

## Разное
Самым успешным гонщиком с семью победами является бельгиец Эдди Меркс. Итальянец Костанте Джирарденго добился 11 подиумов в межвоенный период, выиграв гонку шесть раз. В наше время немец Эрик Цабель и испанец Оскар Фрейре одержали четыре и три победы соответственно.
С 1999 по 2005 год проводилась параллельно с мужской женская гонка Primavera Rosa, но на более короткой дистанции.
Гонка представлена в итальянском комедийном фильме 1980 года «Фантоцци против всех».

## Призёры
| Год                                                | Победитель           | Второй               | Третий               |
| -------------------------------------------------- | -------------------- | -------------------- | -------------------- |
| 1907                                               | Люсьен Пети-Бретон   | Гюстав Гарригу       | Джованни Джерби      |
| 1908                                               | Сирил Ван Ховарт     | Луиджи Ганна         | Андрэ Поттье         |
| 1909                                               | Луиджи Ганна         | Эмиль Жоржэ          | Джованни Куниоло     |
| 1910                                               | Эжен Кристоф         | Джованни Кокки       | Джованни Маркезе     |
| 1911                                               | Гюстав Гарригу       | Луи Трусселье        | Луиджи Ганна         |
| 1912                                               | Анри Пелиссье        | Гюстав Гарригу       | Жюль Масселис        |
| 1913                                               | Одиль Дефре          | Луи Моттиа           | Эцио Корлаита        |
| 1914                                               | Уго Агостини         | Карло Галетти        | Шарль Крюпеланд      |
| 1915                                               | Эцио Корлаита        | Луиджи Лукотти       | Анджело Гремо        |
| 1916не проводилась из-за Первой мировой войны      |                      |                      |                      |
| 1917                                               | Гаэтано Беллони      | Костанте Джирарденго | Анджело Гремо        |
| 1918                                               | Костанте Джирарденго | Гаэтано Беллони      | Уго Агостини         |
| 1919                                               | Анджело Гремо        | Костанте Джирарденго | Джузеппе Оливьери    |
| 1920                                               | Гаэтано Беллони      | Анри Пелиссье        | Костанте Джирарденго |
| 1921                                               | Костанте Джирарденго | Джованни Брунеро     | Джузеппе Аццини      |
| 1922                                               | Джованни Брунеро     | Костанте Джирарденго | Бартоломео Аймо      |
| 1923                                               | Костанте Джирарденго | Гаэтано Беллони      | Джузеппе Аццини      |
| 1924                                               | Пьетро Линари        | Гаэтано Беллони      | Костанте Джирарденго |
| 1925                                               | Костанте Джирарденго | Джованни Брунеро     | Пьетро Линари        |
| 1926                                               | Костанте Джирарденго | Нелло Кьяккьери      | Эджидио Пиччиоттино  |
| 1927                                               | Пьетро Кеси          | Альфредо Бинда       | Доменико Пьемонтези  |
| 1928                                               | Костанте Джирарденго | Альфредо Бинда       | Джованни Брунеро     |
| 1929                                               | Альфредо Бинда       | Леонида Фраскарелли  | Пио Каимми           |
| 1930                                               | Микеле Мара          | Пио Каимми           | Доменико Пьемонтези  |
| 1931                                               | Альфредо Бинда       | Леарко Гуэрра        | Доменико Пьемонтези  |
| 1932                                               | Альфредо Бовет       | Альфредо Бинда       | Микеле Мара          |
| 1933                                               | Леарко Гуэрра        | Альфредо Бовет       | Пьетро Римольди      |
| 1934                                               | Жозеф Демюйзер       | Джованни Каццулани   | Франческо Камуссо    |
| 1935                                               | Джузеппе Ольмо       | Леарко Гуэрра        | Марио Чиприани       |
| 1936                                               | Анджело Варетто      | Карло Романатти      | Олимпио Бицци        |
| 1937                                               | Чезаре Дель Канчиа   | Пьерино Фавалли      | Марко Чиматти        |
| 1938                                               | Джузеппе Ольмо       | Пьерино Фавалли      | Альфредо Бовет       |
| 1939                                               | Джино Бартали        | Альдо Бини           | Освальдо Баило       |
| 1940                                               | Джино Бартали        | Пьетро Римольди      | Альдо Бини           |
| 1941                                               | Пьерино Фавалли      | Марио Риччи          | Пьетро Чиаппини      |
| 1942                                               | Адольфо Леони        | Антонио Бевилаккуа   | Пьерино Фавалли      |
| 1943                                               | Чино Чинелли         | Глауко Сервадей      | Куирино Токкачелли   |
| 1944-1945не проводилась из-за Второй мировой войны |                      |                      |                      |
| 1946                                               | Фаусто Коппи         | Люсьен Тессер        | Марио Риччи          |
| 1947                                               | Джино Бартали        | Эцио Чекки           | Серджио Маджини      |
| 1948                                               | Фаусто Коппи         | Витторио Росселло    | Фермо Камеллини      |
| 1949                                               | Фаусто Коппи         | Вито Ортелли         | Фьоренцо Маньи       |
| 1950                                               | Джино Бартали        | Недо Лольи           | Оресте Конте         |
| 1951                                               | Луисон Бобе          | Пьер Барботин        | Лоретто Петруччи     |
| 1952                                               | Лоретто Петруччи     | Джузеппе Минарди     | Серж Блюссон         |
| 1953                                               | Лоретто Петруччи     | Джузеппе Минарди     | Валер Оливье         |
| 1954                                               | Рик Ван Стенберген   | Франсис Анастази     | Джузеппе Фаверо      |
| 1955                                               | Жермен Дерийке       | Бернард Готье        | Жан Бобе             |
| 1956                                               | Альфред Де Брёйне    | Фьоренцо Маньи       | Йозеф Планкарт       |
| 1957                                               | Мигель Поблет        | Альфред Де Брёйне    | Брайан Робинсон      |
| 1958                                               | Рик Ван Лой          | Мигель Поблет        | Андре Дарригад       |
| 1959                                               | Мигель Поблет        | Рик Ван Стенберген   | Леон Вандале         |
| 1960                                               | Рене Прива           | Жан Грачик           | Иво Моленарс         |
| 1961                                               | Раймон Пулидор       | Рик Ван Лой          | Рино Бенедетти       |
| 1962                                               | Эмиль Дамс           | Иво Моленарс         | Луис Прост           |
| 1963                                               | Жозеф Гроссар        | Рольф Вольфсхол      | Вилли Схрёдерс       |
| 1964                                               | Том Симпсон          | Раймон Пулидор       | Вилли Боклант        |
| 1965                                               | Ари Ден Хартог       | Витторио Адорни      | Франко Бальмамьон    |
| 1966                                               | Эдди Меркс           | Адриано Дуранте      | Херман Ван Спрингел  |
| 1967                                               | Эдди Меркс           | Джанни Мотта         | Франко Битосси       |
| 1968                                               | Руди Альтиг          | Шарль Гросскос       | Адриано Дуранте      |
| 1969                                               | Эдди Меркс           | Роже Де Вламинк      | Марино Бассо         |
| 1970                                               | Микеле Данчелли      | Гербен Карстенс      | Эрик Леман           |
| 1971                                               | Эдди Меркс           | Феличе Джимонди      | Йёста Петтерссон     |
| 1972                                               | Эдди Меркс           | Джанни Мотта         | Марино Бассо         |
| 1973                                               | Роже Де Вламинк      | Вильмо Франчиони     | Феличе Джимонди      |
| 1974                                               | Феличе Джимонди      | Эрик Леман           | Роже Де Вламинк      |
| 1975                                               | Эдди Меркс           | Франческо Мозер      | Ги Сибилль           |
| 1976                                               | Эдди Меркс           | Владимиро Паницца    | Мишель Лорен         |
| 1977                                               | Ян Рас               | Роже Де Вламинк      | Вильфрид Весемель    |
| 1978                                               | Роже Де Вламинк      | Джузеппе Саронни     | Алессио Антонини     |
| 1979                                               | Роже Де Вламинк      | Джузеппе Саронни     | Кнут Кнудсен         |
| 1980                                               | Пьерино Гавацци      | Джузеппе Саронни     | Ян Рас               |
| 1981                                               | Альфонс Де Вольф     | Роже Де Вламинк      | Жак Боссис           |
| 1982                                               | Марк Гомес           | Ален Бондю           | Морено Арджентин     |
| 1983                                               | Джузеппе Саронни     | Гвидо Бонтемпи       | Ян Рас               |
| 1984                                               | Франческо Мозер      | Шон Келли            | Эрик Вандерарден     |
| 1985                                               | Хенни Кёйпер         | Тён Ван Влит         | Сильвано Рикко       |
| 1986                                               | Шон Келли            | Грег Лемонд          | Марио Беччиа         |
| 1987                                               | Эрих Мехлер          | Эрик Вандерарден     | Гвидо Бонтемпи       |
| 1988                                               | Лоран Финьон         | Маурицио Фондриест   | Стивен Рокс          |
| 1989                                               | Лоран Финьон         | Франс Маассен        | Адриано Баффи        |
| 1990                                               | Джанни Буньо         | Рольф Гёльц          | Жиль Делион          |
| 1991                                               | Клаудио Кьяппуччи    | Рольф Сёренсен       | Эрик Вандерарден     |
| 1992                                               | Шон Келли            | Морено Арджентин     | Йохан Мюзеув         |
| 1993                                               | Маурицио Фондриест   | Лука Джелфи          | Максимильян Шандри   |
| 1994                                               | Джорджо Фурлан       | Марио Чиполлини      | Адриано Баффи        |
| 1995                                               | Лоран Жалабер        | Маурицио Фондриест   | Стефано Занини       |
| 1996                                               | Габриэль Коломбо     | Александр Гонченков  | Микеле Копполило     |
| 1997                                               | Эрик Цабель          | Альберто Элли        | Бьяджо Конти         |
| 1998                                               | Эрик Цабель          | Эммануэль Маньен     | Фредерик Монкассин   |
| 1999                                               | Андрей Чмиль         | Эрик Цабель          | Збигнев Спрух        |
| 2000                                               | Эрик Цабель          | Фабио Бальдато       | Оскар Фрейре         |
| 2001                                               | Эрик Цабель          | Марио Чиполлини      | Роман Вайнштейн      |
| 2002                                               | Марио Чиполлини      | Фред Родригес        | Маркус Цберг         |
| 2003                                               | Паоло Беттини        | Мирко Челестино      | Лука Паолини         |
| 2004                                               | Оскар Фрейре         | Эрик Цабель          | Стюарт О’Грэйди      |
| 2005                                               | Алессандро Петакки   | Данило Хондо         | Тур Хусховд          |
| 2006                                               | Филиппо Поццато      | Алессандро Петакки   | Лука Паолини         |
| 2007                                               | Оскар Фрейре         | Аллан Дэвис          | Том Бонен            |
| 2008                                               | Фабиан Канчеллара    | Филиппо Поццато      | Филипп Жильбер       |
| 2009                                               | Марк Кавендиш        | Хайнрих Хаусслер     | Тур Хусховд          |
| 2010                                               | Оскар Фрейре         | Том Бонен            | Алессандро Петакки   |
| 2011                                               | Мэттью Госс          | Фабиан Канчеллара    | Филипп Жильбер       |
| 2012                                               | Саймон Герранс       | Фабиан Канчеллара    | Винченцо Нибали      |
| 2013                                               | Геральд Циолек       | Петер Саган          | Фабиан Канчеллара    |
| 2014                                               | Александер Кристофф  | Фабиан Канчеллара    | Бен Свифт            |
| 2015                                               | Джон Дегенкольб      | Александер Кристофф  | Майкл Мэттьюс        |
| 2016                                               | Арно Демар           | Бен Свифт            | Юрген Руландтс       |
| 2017                                               | Михал Квятковский    | Петер Саган          | Жюлиан Алафилипп     |
| 2018                                               | Винченцо Нибали      | Калеб Юэн            | Арно Демар           |
| 2019                                               | Жюлиан Алафилипп     | Оливер Насен         | Михал Квятковский    |
| 2020                                               | Ваут Ван Арт         | Жюлиан Алафилипп     | Майкл Мэттьюс        |
| 2021                                               | Яспер Стёйвен        | Калеб Юэн            | Ваут Ван Арт         |
| 2022                                               | Матей Мохорич        | Антони Тюржис        | Матье Ван дер Пул    |
| 2023                                               | Матье Ван дер Пул    | Филиппо Ганна        | Ваут Ван Арт         |
| 2024                                               | Йеспер Филипсен      | Майкл Мэттьюс        | Тадей Погачар        |
| 2025                                               | Матье Ван дер Пул    | Филиппо Ганна        | Тадей Погачар        |

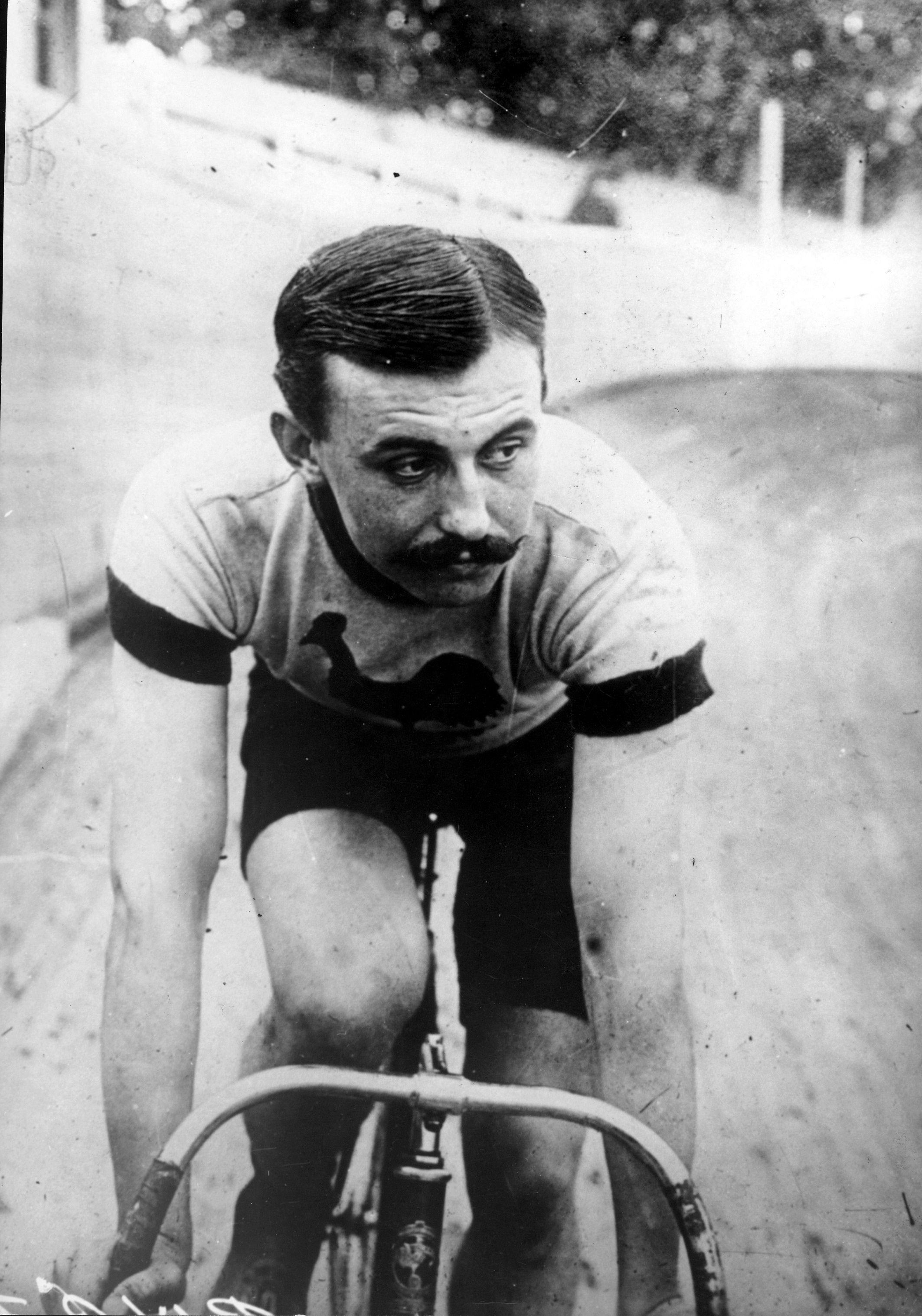
Люсьен Пети-Бретон победитель первой гонки 1907 года

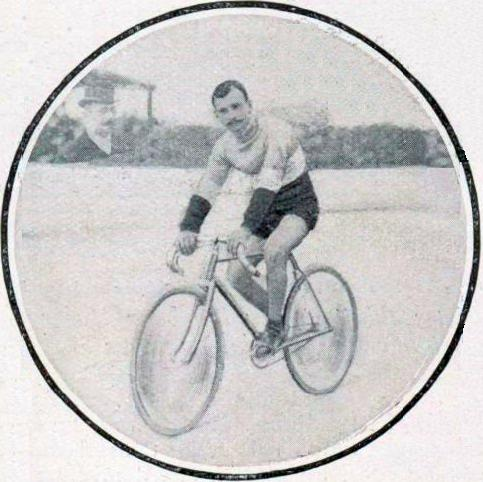
Гюстав Гарригу победитель 1911 года

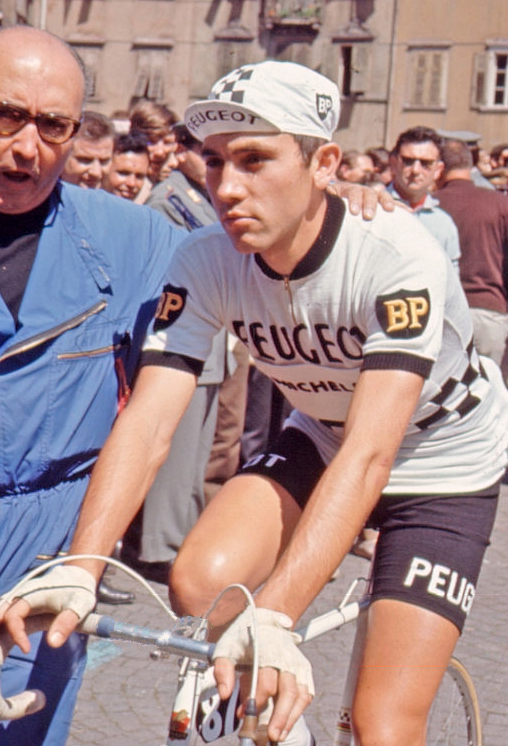
Эдди Меркс 7-кратный победитель гонки

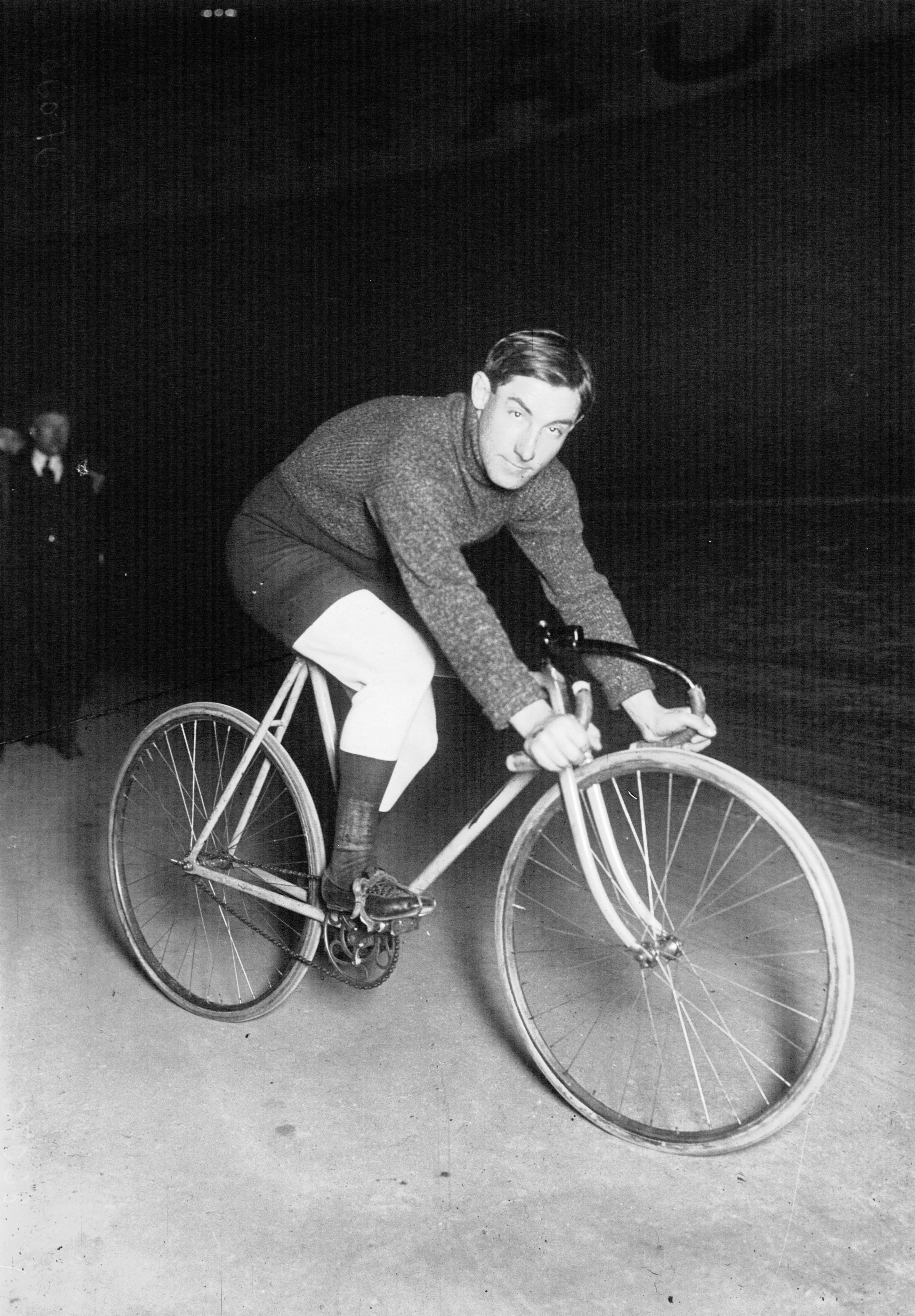
Костанте Джирарденго 6-кратный победитель гонки

- В 1910 году первоначально второе место занял итальянец Луиджи Ганна, но был дисквалифицирован за буксировку.
- В 1915 году первоначально победителем стал итальянец Костанте Джирарденго, но был дисквалифицирован за то, что допустил ошибку на части маршрута (проехал на 180 метров меньше) несмотря на то, что занявший второе место проиграл ему 5 минут.[42]
- В 1976 году первоначально третье место занял бельгиец Жан-Люк Вандербрук, но затем был дисквалифицирован за применение допинга.[43]

## Рекорд побед

### Индивидуально
| Побед | Гонщик               | Год                                      |
| ----- | -------------------- | ---------------------------------------- |
| 7     | Эдди Меркс           | 1966, 1967, 1969, 1971, 1972, 1975, 1976 |
| 6     | Костанте Джирарденго | 1918, 1921, 1923, 1925, 1926, 1928       |
| 4     | Джино Бартали        | 1939, 1940, 1947, 1950                   |
| 4     | Эрик Цабель          | 1997, 1998, 2000, 2001                   |
| 3     | Фаусто Коппи         | 1946, 1948, 1949                         |
| 3     | Роже де Вламинк      | 1973, 1978, 1979                         |
| 3     | Оскар Фрейре         | 2004, 2007, 2010                         |
| 2     | Гаэтано Беллони      | 1917, 1920                               |
| 2     | Альфредо Бинда       | 1929, 1931                               |
| 2     | Джузеппе Ольмо       | 1935, 1938                               |
| 2     | Лоретто Петруччи     | 1952, 1953                               |
| 2     | Мигель Поблет        | 1957, 1959                               |
| 2     | Лоран Финьон         | 1988, 1989                               |
| 2     | Шон Келли            | 1986 1992                                |
| 2     | Матье Ван дер Пул    | 2023, 2025                               |

### По странам
| Побед | Страна                                            |
| ----- | ------------------------------------------------- |
| 51    | Италия                                            |
| 22    | Бельгия                                           |
| 14    | Франция                                           |
| 7     | Германия                                          |
| 5     | Испания                                           |
| 3     | Нидерланды                                        |
| 2     | Австралия · Ирландия · Великобритания · Швейцария |
| 1     | Норвегия · Польша · Словения                      |